# Tel Ro'e
Tel Ro'e (hebrejsky: תל רועה) je pahorek o nadmořské výšce cca - 200 metrů v severním Izraeli, v Bejtše'anském údolí.
Leží v zemědělsky intenzivně využívané krajině cca 6 kilometrů jihojihovýchodně od města Bejt Še'an, na východním okraji vesnice Sde Elijahu. Má podobu nevýrazného odlesněného návrší, u kterého vytéká pramen Ejn Ro'e (עין רועה). Na východ od pahorku začíná rozsáhlý areál umělých vodních nádrží.